# I Still Have Faith in You
I Still Have Faith in You är en sång skriven av Benny Andersson och Björn Ulvaeus som är inspelad och framförd av den svenska popgruppen Abba. Låten utgavs för streaming från olika streamingtjänster den 2 september 2021 och är även förstaspår på studioalbumet Voyage som släpptes 5 november samma år. 
Låten släpptes även som CD-singel och vinylsingel. Omslaget är designat av Baillie Walsh. Vid samma tidpunkt släpptes även singeln "Don't Shut Me Down". 

## Historik
Abba var en av världens mest framgångsrika popgrupper under 1970-talet. 1982 gjorde gruppmedlemmarna ett uppehåll för att arbeta med andra projekt. Efter några år var inte längre en återförening aktuell. Under 1990-talet och framåt uppstod förnyat intresse för gruppens musik i och med samlingsalbumet Abba Gold – Greatest Hits samt musikalen Mamma Mia! och den efterföljande långfilmen med samma namn. En återförening förblev dock inte aktuellt för gruppmedlemmarna. 
Efter att planerna för en hologramturné utkristalliserats meddelade de fyra gruppmedlemmarna i april 2018 att de till detta projekt spelat in de två nya låtarna "I Still Have Faith in You" och "Don't Shut Me Down". I samband med publiceringen meddelades att den planerade hologramturnén fått en fast plats i en specialbyggd arena i London med premiär i maj 2022.
En del av melodin i "I Still Have Faith in You" har tidigare använts av Benny Andersson i den instrumentala låten Kyssen som han skrev till filmen Cirkeln 2015.

## Medverkande och produktion
- Sång: Anni-Frid Lyngstad, Agnetha Fältskog
- Bakgrundsång: Benny Andersson, Björn Ulvaeus
- Keyboards: Benny Andersson
- Trummor: Per Lindvall
- Gitarr: Lasse Wellander

Medverkar gör även Stockholm Concert Orchestra med dirigent Göran Arnberg. 
Benny Andersson står för arrangemang och produktion. Inspelningen skedde i RMW Studios i Stockholm i juni 2017. Mixningen utfördes av Benny Andersson och Bernard Löhr i Mono Music Studios, Stockholm. Ljudtekniker var Bernard Löhr. Assiterande ljudtekniker var Linn Fijal. Mastering utfördes av Björn Engelmann. 

## Musikvideo
En musikvideo släpptes på YouTube samtidigt som singeln. Videon innehåller bilder och klipp från gruppmedlemmarnas tidigare liv och karriärer samt från det då kommande konserteventet Abba Voyage. Videon är regisserad av Shynola och producerad av Josh Barwick och Svana Gisla.